# Mario López
Mario López (San Diego, Californië, 10 oktober 1973) is een Mexicaans-Amerikaanse acteur.

## Loopbaan
López speelde op 14-jarige leeftijd een gastrolletje in de populaire sitcom The Golden Girls.
Hij werd in Nederland bekend als A.C. Slater in de (jeugd)sitcom Saved by the Bell. In maart 2006 begon hij met de rol van Christian Ramirez in de soap The Bold and the Beautiful. Hem werd gevraagd om zijn fictieve broer Hector Ramirez (gespeeld door Lorenzo Lamas) meer verhaallijn te geven. Het personage sloeg niet aan en Christian werd niet lang daarna uit de serie geschreven. Enkele maanden later verdween ook Hector.
In Amerika was López te zien als een van de sterren in de Dancing with the Stars.
López presenteerde van 2008 tot en met 2011 de MTV-realityserie America's Best Dance Crew.
López was in 2004 twee weken getrouwd met model en actrice Ali Landry. Hij hertrouwde in 2012 met Courtney Mazza. Samen kregen ze in 2010 een dochter en in 2013 een zoon.
In 2013 sprak López de stem in van Social Smurf voor de film De Smurfen 2.
In 2020 speelde hij opnieuw de rol van A.C. Slater in de tienerserie Saved by the Bell.
In 2024 kreeg López een ster op de Hollywood Walk of Fame.
- International Standard Name Identifier: 0000 0000 2818 4578
- Library of Congress Control Number: n91068429
- MusicBrainz: 9f7bd41e-2449-4d70-9524-2a78704b17dc
- Virtual International Authority File: 11485906
- WorldCat: E39PBJr3BtfRCpxwd37GJXth73